# نيكولاس سوازو
نيكولاس سوازو (بالإسبانية: Nicolás Suazo)‏ هو لاعب كرة قدم هندوراسي، ولد في 9 يناير 1965 في سان بيدرو سولا في هندوراس. شارك مع منتخب هندوراس لكرة القدم. أما مع النوادي، فقد لعب مع نادي فيكتوريا ونادي كوميونيكيشنس ونادي ماراثون.

## وصلات خارجية
- نيكولاس سوازو على موقع الاتحاد الدولي (مؤرشف)  (الإنجليزية)
- نيكولاس سوازو على موقع قاعدة بيانات كرة القدم.إي يو (الإنجليزية)
- نيكولاس سوازو على موقع ناشيونال فوتبول تيمز (الإنجليزية)